# FTTB
FTTB - Fiber To The Building - to kampusowa bądź budynkowa sieć internetowa wykorzystująca jako medium transmisji światłowód. Zapewnia możliwość realizowania szerokiego asortymentu interaktywnych usług multimedialnych (radio, telewizja internetowa, VoIP). Charakteryzuje się wielką różnorodnością wykorzystywanych rozwiązań dostosowanych do potrzeb użytkowników. FTTB oferuje duży zasięg sieci transmisyjnej i pozwala na integrację, nawet odległych od siebie, tradycyjnych sieci kablowych.